# Hoplolabis maria
Hoplolabis maria là một loài ruồi trong họ Limoniidae. Chúng phân bố ở miền Tân bắc.